# Inmigración chilena en Israel
La inmigración chilena en Israel es el movimiento migratorio desde la República de Chile hacia el Estado de Israel. La comunidad chilena residente en Israel es la más numerosa de chilenos en Asia.

## Historia
La mayoría de los chilenos residentes en territorio israelí corresponde a judeochilenos que hicieron la aliyá como parte de la Ley del Retorno, que concede los derechos de nacionalidad israelí y ciudadanía a los judíos fuera de Israel.
Durante el siglo XX se consideraron tres importantes oleadas migratorias desde Chile hacia Israel: La primera durante la década de 1960, siendo un grupo liderado por jóvenes descendientes de sobrevivientes del Holocausto que escaparon a Chile y de expulsados del Imperio ruso y la Unión Soviética; luego en la década de 1970, un grupo de autoexiliados del gobierno de la Unidad Popular liderado por Salvador Allende y posteriormente un grupo de exiliados políticos de la dictadura militar liderada por Augusto Pinochet, quienes eran judíos de ideología marxista.
Asimismo, también existen chilenos de religión evangélica y protestante que son parte del sionismo cristiano y quienes mantienen contacto estrecho, viajando frecuentemente o radicando en Israel.
La Dirección para la Comunidad de Chilenos en el Exterior (DICOEX), es el organismo estatal chileno encargado de llevar un registro de los ciudadanos de nacionalidad chilena residiendo en Israel, así como también de las asociaciones de chilenos que existen en el país del Medio Oriente. De acuerdo al Segundo Registro de Chilenos en el Exterior, un tipo de censo realizado por la DICOEX en conjunto con el Instituto Nacional de Estadísticas de Chile, en 2016 había 5480 ciudadanos de nacionalidad chilena en Israel, de los cuales 3260 habían nacido en territorio chileno y 2220 habían nacido fuera de Chile pero habían obtenido la nacionalidad por consanguinidad, al contar con al menos un ancestro directo chileno.

## Instituciones chilenas en Israel
Existen múltiples instituciones chilenas en Israel, la mayoría de ellas se encuentran en Tel Aviv. Una de las principales es la Comunidad Chilena de Israel (CCHIL), mientras que en el ámbito deportivo se encuentra el Club Deportivo Chileno Unido. Asimismo, en el ámbito histórico-cultural, el Instituto Israelí-Chileno de Cultura tiene sede en Ramat Gan, mientras que el Instituto O'Higginiano cuenta con una sede israelí en Tel Aviv.

## Chilenos destacados en Israel
- Moshé Nes-El.
- Ariel Darvasi, académico y científico genetista.
- Sebastián Rozental, futbolista.
- Leon Schidlowsky, compositor y pintor.
- Bambi Sheleg, periodista y editora.
- Erica Vexler, periodista, editora y presentadora de televisión.